# Tagliatella (liquore)

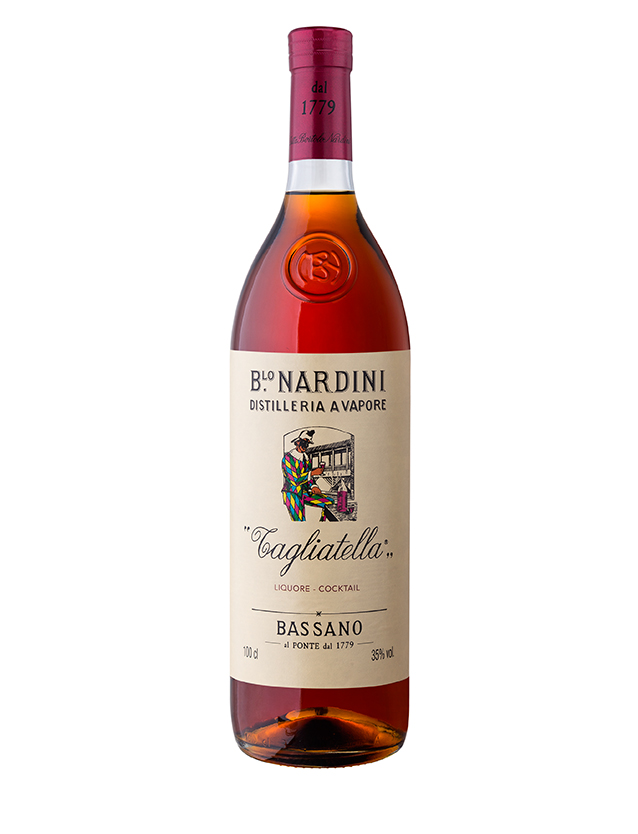
Tagliatella Nardini

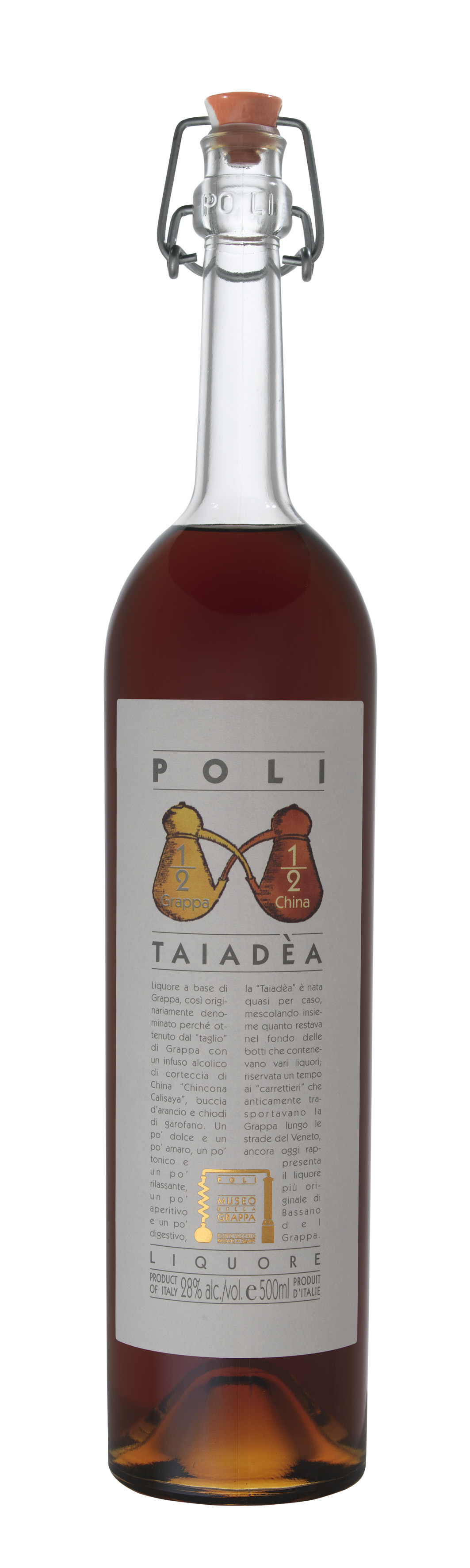
Taiadèa Poli

La Tagliatella (tajadea in veneto) è un liquore tipico della zona di Bassano del Grappa, in provincia di Vicenza nel Veneto. L'originale viene prodotta dalla Distilleria Nardini di Bassano, che ha registrato il marchio "Tagliatella". Da alcuni decenni, un liquore simile è prodotto anche da Poli Distillerie di Schiavon (VI), che usa la denominazione veneta "Taiadèa", e da qualche altro liquorificio del bassanese.
Il suo curioso nome nasce dal fatto che è ottenuta dal "taglio" della grappa di vinaccia con un infuso alcolico di corteccia di china (Cinchona calisaya), succo di marasca, buccia di arancia, chiodi di garofano e zucchero.
La tagliatella è nata quasi per caso, mescolando i fondi degli sgocciolatoi delle giare della Grapperia Nardini che contenevano diversi tipi di liquore; inizialmente era dunque un modo di riutilizzare dei residui che non sarebbero stati commercializzabili, e veniva consumata dai carrettieri addetti al trasporto della grappa. Visto il gradimento, iniziò ad essere prodotta e la ricetta fu affinata migliorandone la qualità.
Ha un colore marrone; il contenuto d'alcool è di 35%.
Apprezzata per il gusto particolare, che è insieme dolce e amaro, è bevuta sia come aperitivo che come digestivo.